# Rodrigo Vera (peleador)
Rodrigo Vera (Perú, 18 de octubre de 1995) es un artista marcial mixto peruano que actualmente compite en las divisiones de peso pluma y peso gallo en Fusion Fighting Championship (FFC)

## Carrera de artes marciales mixtas

### Amateur
El 1 de marzo de 2015 hace su debut amateur en Amateur Combat Club 32, donde se enfrenta a Jean Carlos Espinoza, a quien derrota por nocaut técnico en el segundo asalto.
Luego, tiene dos combates por la promotora peruana Sparta 300. En su primera participación en Sparta 300 "6" se enfrenta a Luigui Quezada, a quien derrota por sumisión en el tercer asalto. Su segundo combate se da en Sparta 300 "7". Donde gana su combate contra Gabriel Subasute por decisión unánime, cerrando así su etapa amateur con un récord de 3-0.

### Carrera temprana
Rodrigo Vera comienza su carrera profesional en la promotora donde había realizado sus últimos combates amateurs (Sparta 300). Se realiza su debut profesional el 18 de febrero de 2016 en contra de Carlos Diego Guado, a quien derrota por nocaut técnico en el primer asalto.
Vera continuo peleando en Sparta 300 y tuvo un combate en el debut de la promotora Dojo Fights, donde acumulo un récord de seis victorias y cero derrotas, donde finalizó en cinco de sus combates. 
El 15 de junio de 2018 se enfrenta a Carlos Huachin por el título interino de peso gallo de Sparta 300, El combate terminaría en empate, declarando a ambos como vencedores y cerrando su participación en la promotora.
Rodrigo volvería a pelear por un título vacante de peso gallo en su siguiente combate, esta vez bajo la promotora Redemption Fighters. Vera gana el combate por decisión unánime.
El 31 de mayo de 2019, Vera participa en "Combate 38: Combate Perú", la primera participación de la promotora panamericana Combate Global en Sudamérica. En esta ocasión se enfrenta al chileno Eduardo Torres. Vera obtiene la primera derrota de su carrera por decisión unánime.

### Fusion Fighting Championship
El 10 de diciembre de 2020, Vera tiene su primer combate en la promotora peruana Fusion Fighting Championship. Vera enfrentó y derrotó a Carlos Ciappino por nocaut técnico (retiro) 
Con un récord de 10-1-1, Vera se enfrenta por el título vacante de peso gallo de la FFC a Juan Díaz. Vera gana por decisión unánime y se proclama campeón de la categoría.  
Vera defiende su título por primera vez enfrentándose a Nicolás Varela el 19 de mayo de 2022, a quien derrota por sumisión en el segundo asalto.
Su segunda defensa del título se realiza el 22 de septiembre de 2022 en FFC 53: Argentina en contra de Jonathan Gabriel Martínez, a quien derrota por decisión unánime.
Vera defiende su título por tercera vez el 2 de febrero de 2023 enfrentándose al invicto Rickson Zenidim, a quien derrota por decisión unánime.
Vera se enfrenta el 14 de diciembre de 2023 a Rogerio Ferreira, esta vez en la categoría de peso pluma, por lo que su título no estaba en disputa. Vera gana el combate por nocaut en el primer asalto.
Vera vuelve a defender su título por cuarta vez el 23 de mayo de 2024. Se enfrentó y derrotó a Carlos Eduardo por decisión unánime.
Vera sube de categoría y tiene otras dos peleas en peso pluma. El 18 de julio de 2024 derrota por nocaut técnico en el primer asalto a Cleverson Luiz y el 25 de septiembre de 2024 se enfrenta a Arivaldo Lima Da Silva, a quien derrota por decisión unánime.

### Legacy Fighting Alliance
Rodrigo Vera realiza su debut en la compañía estadounidense Legacy Fighting Alliance (LFA) el 24 de mayo de 2025, en el evento numerado LFA 209, realizado en Mato Grosso, Brasil. El peleador peruano se enfrentó al brasileño Jonathan Caetano, a quien derrotó por decisión unánime.
Vera se enfrento a João Oliveira el 1 de agosto de 2025 en el evento "Shoto Brasil 131". Vera gano por decisión unanime.

## Campeonatos y logros
- Fusion Fighting Championship
  - Campeón de Peso Gallo de FFC
    - Cuatro defensas exitosas

- Sparta 300
  - Campeón interino de Peso Gallo de Sparta 300

- Redemption Fighters
  - Campeón de Peso Gallo de RDF

## Récord en artes marciales mixtas
| Récord profesional | Récord profesional | Récord profesional |
| 22 peleas          | 21 victorias       | 1 derrota          |
| ------------------ | ------------------ | ------------------ |
| Nocaut             | 8                  | 0                  |
| Sumisión           | 3                  | 0                  |
| Decisión           | 10                 | 1                  |
| Empate             | 1                  | 1                  |

| Resultado | Récord | Oponente                  | Método                      | Evento                   | Fecha                    | Ronda | Tiempo | Localización             | Notas                                               |
| --------- | ------ | ------------------------- | --------------------------- | ------------------------ | ------------------------ | ----- | ------ | ------------------------ | --------------------------------------------------- |
| Victoria  | 21–1–1 | João Oliveira             | Decisión (unánime)          | Shoto Brasil 131         | 1 de agosto de 2025      | 3     | 5:00   | Brasilia, Brasil         |                                                     |
| Victoria  | 20–1–1 | Jonathan Caetano          | Decisión (unánime)          | LFA 209                  | 24 de mayo de 2025       | 3     | 5:00   | Mato Grosso, Brasil      |                                                     |
| Victoria  | 19–1–1 | Arivaldo Lima Da Silva    | Decisión (unánime)          | FFC 81                   | 25 de septiembre de 2024 | 3     | 5:00   | Lima, Perú               | Pelea en peso pluma.                                |
| Victoria  | 18–1–1 | Cleverson Luiz            | TKO (golpes)                | FFC 78                   | 18 de julio de 2024      | 1     | 1:21   | Lima, Perú               | Pelea en peso pluma.                                |
| Victoria  | 17–1–1 | Carlos Eduardo            | Decisión (unánime)          | FFC 76                   | 23 de mayo de 2024       | 3     | 5:00   | Lima, Perú               | Defendió el campeonato de peso gallo de la FFC.     |
| Victoria  | 16–1–1 | Rogerio Ferreira          | KO (rodillazo y golpes)     | FFC 70                   | 14 de diciembre de 2023  | 1     | 3:26   | Lima, Perú               | Pelea en peso pluma.                                |
| Victoria  | 15–1–1 | Rickson Zenidim           | Decisión (unánime)          | FFC 57                   | 2 de febrero de 2023     | 3     | 5:00   | Lima, Perú               | Defendió el campeonato de peso gallo de la FFC.     |
| Victoria  | 14–1–1 | Jonathan Gabriel Martínez | Decisión (unánime)          | FFC 53: Argentina        | 22 de septiembre de 2022 | 3     | 5:00   | Buenos Aires, Argentina  | Defendió el campeonato de peso gallo de la FFC.     |
| Victoria  | 13–1–1 | Nicolás Varela            | Sumisión (guillotine choke) | FFC 50                   | 19 de mayo de 2022       | 2     | 1:55   | Lima, Perú               | Defendió el campeonato de peso gallo de la FFC.     |
| Victoria  | 12–1–1 | Abimael Sagrero           | Sumisión (rear-naked choke) | FFC 48: México           | 4 de diciembre de 2021   | 1     | 3:48   | Ciudad de México, México | Pelea en peso pluma.                                |
| Victoria  | 11–1–1 | Juan Díaz                 | Decisión (unánime)          | FFC 47                   | 23 de octubre de 2021    | 3     | 5:00   | Lima, Perú               | Ganó el campeonato de peso gallo de la FFC vacante. |
| Victoria  | 10–1–1 | Mauricio Gómez Oquendo    | Decisión (unánime)          | FFC 46                   | 17 de julio de 2021      | 3     | 5:00   | Lima, Perú               |                                                     |
| Victoria  | 9–1–1  | Carlos Ciappino           | TKO (retiro)                | FFC 44                   | 10 de diciembre de 2020  | 1     | 5:00   | Lima, Perú               |                                                     |
| Derrota   | 8–1–1  | Eduardo Torres            | Decisión (unánime)          | Combate 38: Combate Perú | 31 de mayo de 2019       | 3     | 5:00   | Lima, Perú               |                                                     |
| Victoria  | 8–0–1  | Fernando Kleiton          | KO (rodillazo y golpes)     | ICC 3                    | 23 de febrero de 2019    | 1     | 2:27   | Iquitos, Perú            |                                                     |
| Victoria  | 7–0–1  | Roy Quispe                | Decisión (unánime)          | Redemption Fighters 6    | 27 de septiembre de 2018 | 3     | 5:00   | Lima, Perú               | Gana el campeonato de peso gallo de la RDF.         |
| Empate    | 6–0–1  | Carlos Huachin            | Empate (dividido)           | 300 Sparta 26            | 15 de junio de 2018      | 3     | 5:00   | Lima, Perú               | Gana el campeonato interino de peso gallo de S300.  |
| Victoria  | 6–0    | Marcos Antonio            | TKO (golpes)                | 300 Sparta 25            | 12 de abril de 2018      | 3     | 2:39   | Lima, Perú               |                                                     |
| Victoria  | 5–0    | Junior Chate Ramos        | Decisión (unánime)          | 300 Sparta 20            | 1 de septiembre de 2017  | 3     | 5:00   | Lima, Perú               |                                                     |
| Victoria  | 4–0    | Sebastián Noriega         | KO (rodillazo)              | Dojo Fights 1            | 8 de abril de 2017       | 1     | 1:41   | Lima, Perú               |                                                     |
| Victoria  | 3–0    | Eduardo Poma              | KO (rodillazo)              | 300 Sparta 16            | 3 de febrero de 2017     | 2     | 2:19   | Lima, Perú               |                                                     |
| Victoria  | 2–0    | Diego Leksander           | Sumisión (kimura)           | 300 Sparta 14            | 2 de diciembre de 2016   | 1     | 4:17   | Lima, Perú               |                                                     |
| Victoria  | 1–0    | Carlos Diego Guado        | TKO (golpes)                | 300 Sparta 9             | 18 de febrero de 2016    | 1     | 3:51   | Lima, Perú               |                                                     |